# 케빈 A. 린치
케빈 A. 린치(Kevin A. Lynch, 본명: 케빈 앤드류 린치, Kevin Andrew Lynch, 1918년 1월 7일 ~ 1984년 4월 25일)는 미국의 도시 계획가이자 작가였다. 도시 환경의 지각 형태에 대한 연구로 유명하며 정신 매핑의 초기 지지자였다. 그의 가장 영향력 있는 저서로는 도시 환경의 지각적 형태에 관한 중요한 작품인 "The Image of the City"(1960)와 "What Time is This Place"(1972)가 있다. 이는 물리적 환경이 시간적 과정을 포착하고 재구성하는 방법을 이론화한다.
도시 계획 교육을 받기 전 건축가 프랭크 로이드 라이트의 제자였던 린치는 1948년부터 1978년까지 매사추세츠 공과대학에서 강의하면서 학업 경력을 쌓았다. 카/린치 어소시어츠(Carr/Lynch Associates)에서 전문적으로 부지 계획 및 도시설계를 연습했다.